# 16. svibnja
16. svibnja (16. 5.) 136. je dan godine po gregorijanskom kalendaru (137. u prijestupnoj godini).
Do kraja godine ima još 229 dana.

## Događaji
- 1929. – Održana je prva dodjela Oscara u Hollywoodu.
- 1836. – Američki književnik Edgar Allan Poe vjenčao se s trinaestogodišnjom rođakinjom Virginijom Clemm.
- 1960. – Nikita Hruščov zahtijevao je ispriku američkog predsjednika Dwighta Eisenhowera zbog prelijetanja špijunskog aviona nad SSSRom.
- 1966. – Objavljen je Dylanov Blonde on Blonde, prvi dvostruki album u povijesti.
- 1974. – Josip Broz Tito reizabran je za predsjednika Socijalističke Federativne Republike Jugoslavije, ovog puta doživotno.
- 2018. –[1]U Gospiću je gospićko-senjski biskup Zdenko Križić na 72. godišnjicu mučeničke smrti sestre Žarke Ivasić svečano otvorio postupak beatifikacije ili proglašenja mučeništva službenica Božjih sestre Žarke Ivasić i šest susestara mučenica (s. M. Kornelije Horvat, s. Lipharde Horvat, s. Geralde Jakob, s. Konstantine Mesar, s. Trofime Miloslavić i s. Blande Stipetić) iz Družbe sestara milosrdnica svetog Vinka Paulskoga – Zagreb, koje su stradale od komunističkog režima iz mržnje prema vjeri.

| - 1898. – Tamara de Lempicka, poljska slikarica († 1980.) - 1905. – Henry Fonda, američki glumac († 1982.) - 1928. – Zlata Tkač, moldavska skladateljica († 2006.) - 1955. – Biserka Perman, kuglačica i političarka - 1965. – Mehmet Murat İldan, turski pisac - 1966. – Janet Jackson, američka pjevačica i glumica - 1965. – Krist Novoselic, američki glazbenik hrvatskog podrijetla - 1969. – Tucker Carlson, američki novinar - 1993. – Johannes Thingnes Bø, norveški biatlonac | - 1884. – Ignac Kristijanović, hrvatski (kajkavski) književnik (* 1796.) - 1926. – Mehmed VI., turski sultan (* 1861.) - 1946. – Žarka Ivasić, hrvatska katolička redovnica Družbe sestara milosrdnica svetog Vinka Paulskoga u Zagrebu (* 1908.) - 1947. – Frederick Gowland Hopkins, engleski biokemičar i nobelovac (* 1861.) - 1973. – Albert Paris Gutersloh, austrijski književnik i slikar (* 1887.) - 1977. – Modibo Keita, prvi predsjednik afričke države Mali (* 1915.) - 1980. – Božo Težak, hrvatski kemičar (* 1907.) - 1987. – Jagoda Antunac, hrvatska kazališna, televizijska i filmska glumica (* 1938.) - 2010. – Ronnie James Dio, američki glazbenik (* 1942.) |

## Blagdani i spomendani
- Dan grada Omiša
- Dan grada Slavonskog Broda
- Sveti Ubald